# Temple de la renommée du hockey biélorusse
Le Temple de la renommée du hockey biélorusse est créé en 2012 à Minsk en Biélorussie.
L'annonce du premier membre, Rouslan Saleï s'est déroulée à la Minsk-Arena le 10 février 2012.

## Liste des membres
Cette liste est classée par année d'intronisation, puis par catégorie et enfin par ordre alphabétique.
| Nom           | Poste  | Année d'intronisation |
| ------------- | ------ | --------------------- |
| Rouslan Saleï | Joueur | 2012                  |